# Huellahue
Huellahue es un caserío de la comuna de Panguipulli ubicada en el sector noroeste de la comuna, junto a la ruta Ch 203 que une a la ciudad de Lanco con la ciudad de Panguipulli.
Aquí se encuentra la escuela rural Huellahue.

## Hidrología
Huellahue se ubica junto al estero Laufucade al igual que la localidad de Melefquén.

## Accesibilidad y transporte
Huellahue se encuentra a 5,6 km de la ciudad de Panguipulli a través de la Ruta 203.